# El balcón (Manet)
El balcón (en francés, Le Balcon) es un cuadro del pintor francés Édouard Manet. Data de 1868-1869. Se trata de una pintura al óleo sobre lienzo, que mide 170 centímetros de alto y 124,5 cm de ancho. Actualmente se conserva en el Museo de Orsay de París (Francia).
Manet presentó esta obra en el Salón de París de 1869. La tela representa principalmente a Berthe Morisot (a la izquierda), que se convirtió en 1874 en cuñada de Manet.

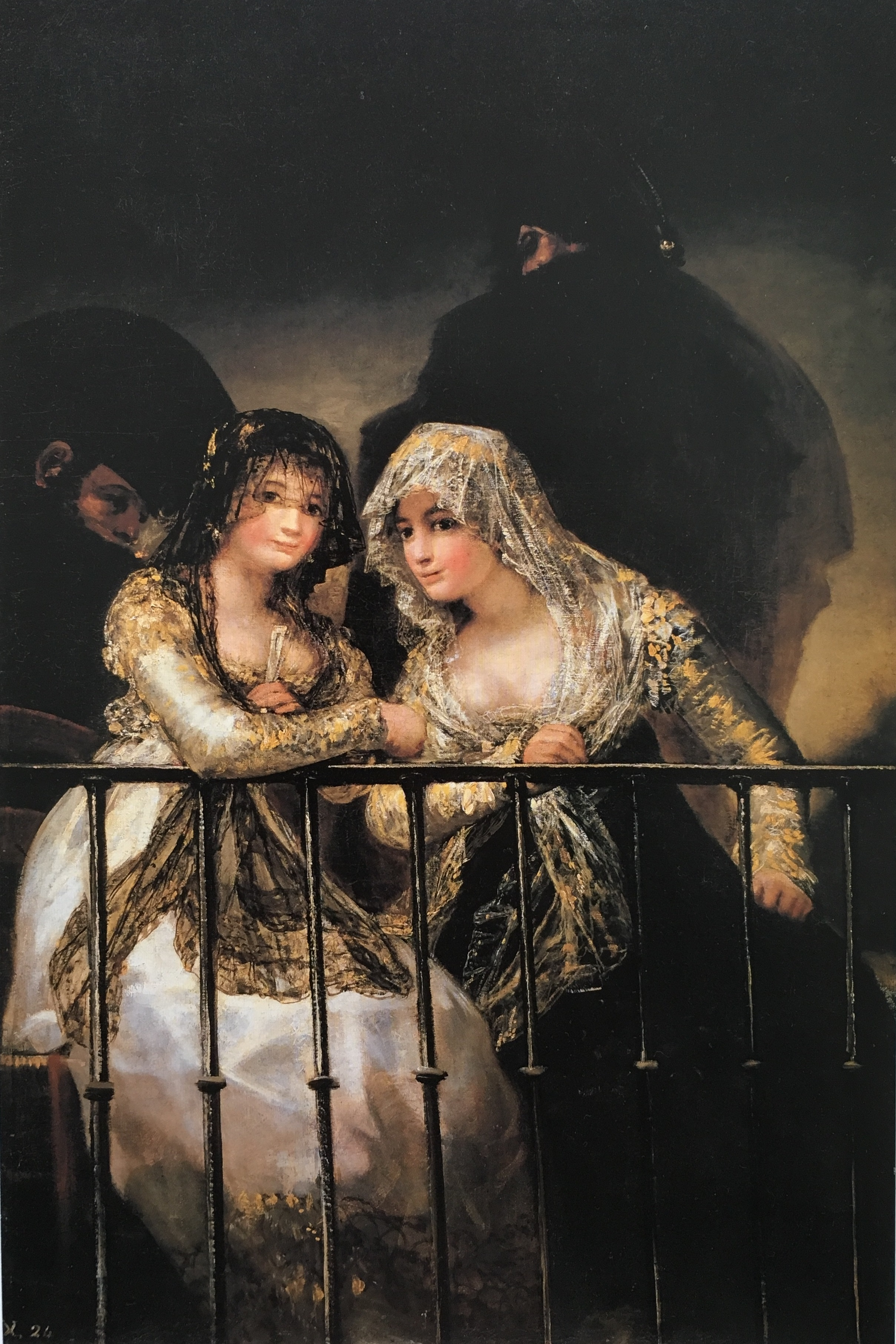
Majas en el balcón, de Francisco Goya, h. 1808-1812, óleo sobre lienzo, 162 x 107 cm, colección particular.

La idea para este cuadro se le ocurrió a Manet durante una estancia en Boulogne-sur-Mer. El cuadro, inspirado por las Majas en el balcón, de Francisco de Goya, se realizó en la misma época y con la misma intención que El almuerzo. Manet contempló este cuadro de Goya en el Museo del Prado en un viaje que hizo a España con anterioridad. Los tres personajes, todos amigos de Manet, parece que no están relacionados entre sí por nada. Berthe Morisot, a la izquierda, con un vestido blanco de gasa y sentada sobre un taburete negro, parece la figura de heroína romántica e inaccesible. La joven violinista Fanny Claus a su izquierda se ajusta los guantes, viste igualmente de blanco y tiene accesorios de color verde: la sombrilla y la cofia, blanca pero con una orla verde. Finalmente, el caballero que está de pie detrás de ellas, con un cigarro en la mano, es el pintor paisajista Antoine Guillemet, con una corbata violeta sobre camisa blanca. Los tres parecen vivir en otro mundo.
Esta fue la primera ocasión que Manet retrató a Berthe Morisot. El pintor aplicó una paleta sobria, dominada por el blanco, el negro y el verde, con toques violeta (la corbata de Guillemet) y rojo (el abanico de Morisot), realizando numerosos estudios preparatorios, pintando a las cuatro figuras individualmente en numerosas ocasiones. Tras la muerte de Manet la obra fue adquirida por John Singer Sargent. Desde su exposición en el Salón no volvió a ser visto en público hasta su adquisición por el museo en 2012, a pesar de considerarse una de las principales anticipaciones del impresionismo.
El verde agresivo y audaz de la barandilla del balcón, por otra parte, hizo correr ríos de tinta.
El fondo es oscuro, y en él se puede distinguir el contorno de algunas cerámicas en estantes y una cuarta figura de perfil, probablemente Leon, el hijo de Manet. Delante, a la izquierda, se ve una maceta de porcelana con rododendros violetas y bajo la silla de Morisot, un perrito con una pelota.

## Apropiaciones
En 1950, René Magritte hizo de este cuadro una versión irónica en la que unos ataúdes sustituyen a los personajes: Perspectiva II, El balcón de Manet.
En 1984, Herman Braun-Vega integró El balcón con las Mujeres en el jardín de Monet en una composición ampliada en cuyo primer plano aparecen dos mujeres peruanas pobres sentadas esperando vender unas plantas hortícolas apiladas delante de ellas. En este cuadro, titulado En attendant (Monet et Manet), Braun-Vega destaca el contraste entre la opulencia del Norte, representada por las figuras vestidas de domingo de Manet y Monet, y la pobreza del Sur, representada por los vendedores de verduras peruanos.